# Південно-західна бритська мова
Південно-західна бритська мова — мова чи діалект, яким у період раннього Середньовіччя розмовляли у південно-західній частині Англії та в Бретані. Належить до бритських мов. Походить від загальнобритської (британської) мови, поширеної у період античності на сучасній території Великої Британії, і тому вона має багато спільного з бритськими діалектами Уельсу і Давня Північ (Північна Англія). З часом з мови-діалекту розвинулися сучасні південно-західні бритські бретонська і корнська мови.
Південно-західна бритська мова-діалект є безпосереднім предком бретонської і корнської мов. Попри те, що свідчення про давньобретонську та давньокорнську мови практично відсутні, але ці мови у період приблизно 800-1100 р.р. були майже ідентичними, а тому у вказаний час виокремлювати їх з лінгвістичної точки зору недоречно, а слід розглядати як різні діалекти спільної південно-західної бритської мови.

## Опис
Для південно-західних бритських мов притаманні певні звукові зміни, які відрізняють їх від близько спорідненої валлійської, а саме: 
- перехід */(ɡ)wo-/  в  /(ɡ)wu-/ у першому складі слова (у валлійській мові відсутній такий перехід);
- утворення з */ɔː/ — /œː/ (у валлійській утворення відповідного дифтонгу /aw/);
- утворення з */a/ — */e/, а спочатку */iː/ чи */j/ у давніх останніх складах слова (у валлійській утворення відповідного дифтонгу /ei/)

Інші значні відмінності полягають в інноваціях валлійської мови, як не охопили південно-західні бритські, таких як розвиток глухого альвеолярного латерального спіранта /ɬ/.